# کوئینزلندر

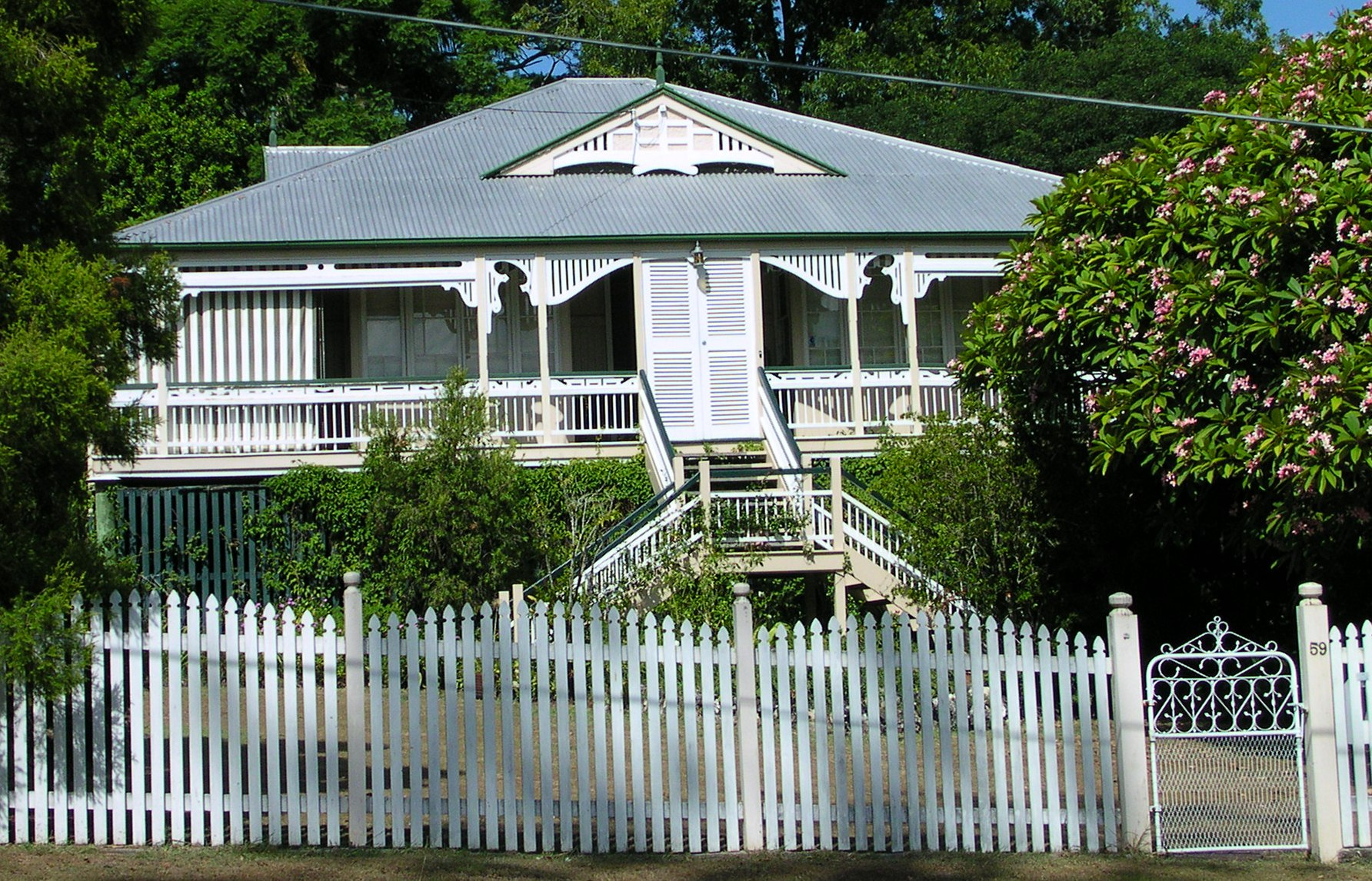
معماری کوئینزلندر مشابه عصر ویکتوریا با ایوان بزرگ.

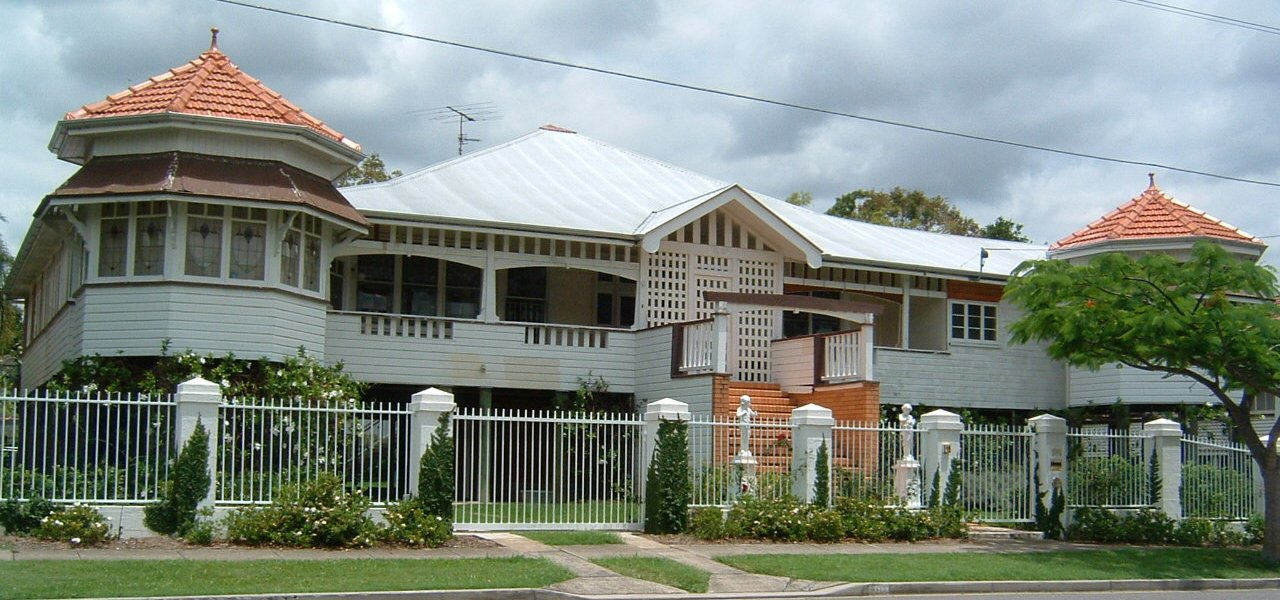
نمونه خانه کوئینزلندی در بریزبن.

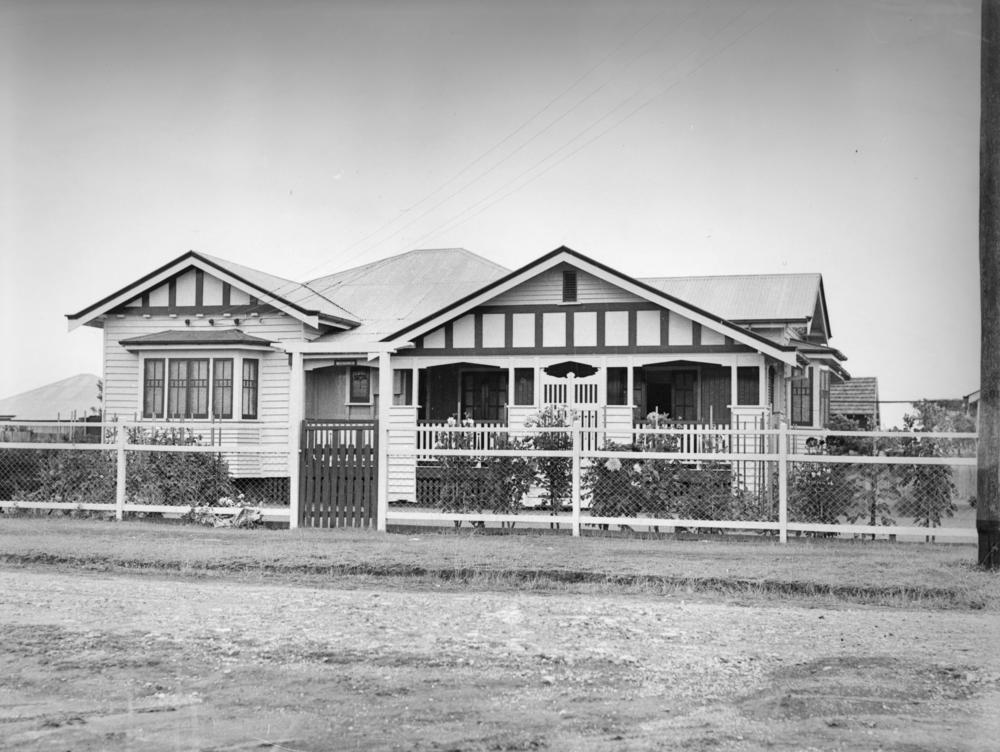
کوئینزلندر تک-طبقه در سال 1935.

کوئینزلندر یا کوئینزلندی نوعی معماری رایج در ساخت خانه‌ها در استرالیا است. منشا آن معماری بومی خانه‌ها در جنوب غربی ایالت کوئینزلند و قسمت شمالی ایالت نیو ساوت ولز بوده است.  
این نوع معماری در دهه 1840 رونق یافت و معماری بومی منطقه محسوب می شود. 

## ویژگی ها
خانه‌های کوئینزلندی از الوارهای چوبی ساخته می شوند و یک یا دو طبقه هستند. عمدتاً این بناها دارای سه بخش هستند: زیر همکف، اتقاهای اصلی و سقف. ایوان در همه بخشهای ساختمان دیده می شود.

## همچنین نگاه کنید
- استرالیا